# Anton Babczuk
Anton Anatoljewicz Babczuk (ros. Антон Анатольевич Бабчук, ukr. Антон Анатолійович Бабчук – Anton Anatolijowycz Babczuk; ur. 6 maja 1984 w Kijowie, Ukraińska SRR) – rosyjski hokeista pochodzenia ukraińskiego, reprezentant Rosji.

## Kariera klubowa
- Jełemasz Elektrostal (1999-2002)
- Ak Bars Kazań (2002)
- SKA Sankt Petersburg (2002-2003)
- Norfolk Admirals (2003-2005)
- Chicago Blackhawks (2004, 2005-2006)
- Lowell Lock Monsters (2006)
- Carolina Hurricanes (2006-2007)
  -  Albany River Rats (2006)
- Awangard Omsk (2007-2008)
- Carolina Hurricanes (2008-2009)
- Awangard Omsk (2009-2010)
- Carolina Hurricanes (2010)
- Calgary Flames (2010-2013)
  -  Donbas Donieck (2012-2013)
- Saławat Jułajew Ufa (2013-2014)
- Torpedo Niżny Nowogród (2014)
- Atłant Mytiszczi (2014-2015)

Pochodzi z Ukrainy. Wychowanek Sokiła Kijów. Karierę zawodową kontynuował w Rosji i ten kraj reprezentował na mistrzostwach świata juniorów do lat 18. Wraz z nim karierę rozpoczynał w Sokile Kijów i następnie do 2002 kontynuował w Elektrostali inny reprezentant Rosji pochodzenia ukraińskiego, jego rówieśnik Nikołaj Żerdiew.
W drafcie NHL z 2002 został wybrany przez Chicago Blackhawks. Od listopada 2010 był zawodnikiem Calgary Flames. Od września 2012 do stycznia 2013 roku na okres lokautu w sezonie NHL (2012/2013) związany z Donbasem Donieck. W czerwcu 2013 został zawodnikiem Saławatu Jułajew Ufa podpisując dwuletni kontrakt. W lipcu 2014 odszedł z klubu. Od lipca do października 2014 zawodnik Torpedo Niżny Nowogród. Od końca grudnia 2014 zawodnik Atłanta Mytiszczi.

## Sukcesy
Reprezentacyjne
- Złoty medal mistrzostw świata juniorów do lat 18: 2001
- Srebrny medal mistrzostw świata juniorów do lat 18: 2002

Klubowe
- Mistrzostwo dywizji NHL: 2006 z Carolina Hurricanes
- Mistrzostwo konferencji NHL: 2006 z Carolina Hurricanes
- Prince of Wales Trophy: 2006 z Carolina Hurricanes
- Puchar Stanleya: 2006 z Carolina Hurricanes
- Srebrny medal mistrzostw Rosji: 2014 z Saławatem Jułajew Ufa

Indywidualne
- AHL 2003/2004: AHL All-Star Classic
- KHL (2009/2010): Mecz Gwiazd KHL